# Пам'ятки історії Костянтинівського району
У Костянтинівському районі Донецької області на обліку перебуває 23 пам'ятки історії.
| № пп | Охорон. номер | Найменування пам'ятки                                                                                                   | Місцезнаходження пам'ятки                                             | Рік встановлення                  | Автор                   | Рішення             |
| ---- | ------------- | --- | --------------------------------------------------------------------- | --------------------------------- | ----------------------- | ------------------- |
| 1.   | 1045          | Братська могила радянських воїнів Південно-Західного фронту і пам'ятник воїнам-односельчанам.                           | (Артемівська с/р, с-ще Артема) Іллінівська с/р, с-ще Довга Балка.     | 1957 р.                           | -                       | 17.12.1969 р. № 724 |
| 2.   | 1046          | Братська могила радянських воїнів Південно-Західного фронту і пам'ятник воїнам-односельчанам.                           | Білокузьминівська с/р, с. Білокузьминівка.                            | 1950 р.                           | -                       | 17.12.1969 р. № 724 |
| 3.   | 1048          | Братська могила радянських воїнів Південно-Західного фронту і пам'ятник воїнам-односельчанам.                           | Віролюбівська с/р, с. Віролюбівка.                                    | 1976 р.                           | -                       | 17.12.1969 р. № 724 |
| 4.   | 1049          | Могила Козлова А. П., радянського воїна, лейтенанта.                                                                    | Віролюбівська с/р, с. Безім'яне.                                      | 1958 р. рек. 1975 р.              | -                       | 17.12.1969 р. № 724 |
| 5.   | 2871          | Могила Савенка Володимира Олександровича, воїна-афганця.                                                                | Іванопільська с/р, с. Диліївка, цвинтар.                              | 1987 р.                           | -                       | 8.04.1992 р. № 92   |
| 6.   | 1050          | Братська могила загиблих у роки громадянської війни, жертв фашизму, радянських воїнів і пам'ятник воїнам-односельчанам. | Іванопільська с/р, с. Олександро-Шультине.                            | 1956 р. рек. 1979 р. рек. 1983 р. | Скульптор: Пишний В. С. | 17.12.1969 р. № 724 |
| 7.   | 1739          | Братська могила радянських воїнів Південно-Західного фронту.                                                            | Кіндратьєвська с/р, с-ще Осикове                                      | 1958 р. рек. 1990 р.              | -                       | 17.12.1969 р. № 724 |
| 8.   | 1052          | Братська могила радянських воїнів Південно-Західного фронту і пам'ятник воїнам-односельчанам.                           | (Катеринівська с/р), Іллінівська с/р, с-ще Клебан-Бик.                | 1955 р. рек. 1967 р.              | -                       | 17.12.1969 р. № 724 |
| 9.   | 1053          | Братська могила радянських воїнів Південно-Західного фронту і пам'ятник воїнам-землякам.                                | Кіндратівська с/р, с. Кіндратівка.                                    | 1961 р.                           | -                       | 17.12.1969 р. № 724 |
| 10.  | 1054          | Братська могила радянських воїнів Південно-Західного фронту.                                                            | Кіндратівська с/р, с. Куртівка.                                       | 1955 р.                           | -                       | 17.12.1969 р. № 724 |
| 11.  | 1047          | Братська могила радянських воїнів Південно-Західного фронту і пам'ятник воїнам-землякам.                                | Марківська с/р, с. Маркове.                                           | 1960 р.                           | -                       | 17.12.1969 р. № 724 |
| 12.  | 1055          | Братська могила радянських воїнів Південно-Західного фронту і пам'ятник воїнам-односельчанам.                           | Миколаївська с/р, с. Миколаївка.                                      | 1955 р рек. 1976 р.               | -                       | 17.12.1969 р. № 724 |
| 13.  | 1058          | Братська могила радянських воїнів Південно-Західного фронту.                                                            | Новоартемівська с/р, с. Артемівка.                                    | 1962 р. рек. 1999 р.              | -                       | 17.12.1969 р. № 724 |
| 14.  | 1043          | Братська могила радянських воїнів Південно-Західного фронту. Могила невідомого воїна.                                   | (Олександро-Калинівська с/р) Іллінівська с/р, с. Олександро-Калинове. | 1961 р. рек. 1985 р.              | -                       | 17.12.1969 р. № 724 |
| 15.  | 1044          | Братська могила радянських воїнів Південно-Західного фронту і пам'ятник воїнам-односельчанам.                           | (Олександро-Калинівська с/р), Іллінівська с/р, с. Яблунівка.          | 1961 р. рек. 1989 р.              | -                       | 17.12.1969 р. № 724 |
| 16.  | 1060          | Братська могила радянських воїнів Південно-Західного фронту і пам'ятник воїнам-односельчанам.                           | (Полтавська с/р), Іллінівська с/р с. Полтавка.                        | 1961 р. рек. 1974 р.              | -                       | 17.12.1969 р. № 724 |
| 17.  | 1059          | Братська могила радянських воїнів Південно-Західного фронту і пам'ятник воїнам-односельчанам.                           | (Новополтавська с/р), Іллінівська с/р с. Нова Полтавка.               | 1962 р. рек. 1974 р.              | -                       | 17.12.1969 р. № 724 |
| 18.  | 1946          | Могила Смирнова С. П., радянського воїна, старшого лейтенанта, і пам'ятник воїнам-односельчанам.                        | (Полтавська с/р), Іллінівська с/р с. Попів Яр.                        | 1968 р. рек. 1974 р.              | -                       | 17.12.1969 р. № 724 |
| 19.  | 1061          | Братська могила радянських воїнів Південного фронту.                                                                    | (Правдівська с/р, с. Правдівка) Іллінівська с/р, с. Старомиколаївка.  | 1958 р.                           | -                       | 17.12.1969 р. № 724 |
| 20.  | 1062          | Братська могила радянських воїнів Південного фронту.                                                                    | (Правдівська с/р), Іллінівська с/р, с. Романівка.                     | 1958 р.                           | -                       | 17.12.1969 р. № 724 |
| 21.  | 1051          | Братська могила радянських воїнів і пам'ятник воїнам-односельчанам.                                                     | Предтечинська с/р, с. Предтечине.                                     | 1956 р.                           | -                       | 17.12.1969 р. № 724 |
| 22.  | 1944          | Братська могила радянських воїнів Південно-Західного фронту.                                                            | Предтечинська с/р, с. Ступочки.                                       | 1967 р. рек. 1975 р. рек. 1985 р. | -                       | 17.12.1969 р. № 724 |
| 23.  | 1057          | Братська могила радянських воїнів Південно-Західного фронту і пам'ятник воїнам-односельчанам.                           | Торська с/р, с. Торецьке.                                             | 1962 р. рек. 1992 р.              | -                       | 17.12.1969 р. № 724 |
|      |               | |                                                                       |                                   |                         |                     |